# Hypogymnia oceanica
Hypogymnia oceanica är en lavart som beskrevs av Goward. Hypogymnia oceanica ingår i släktet Hypogymnia och familjen Parmeliaceae.   Inga underarter finns listade i Catalogue of Life.